# Pallissa al Talladell
Pallissa al Talladell era una pallissa del Talladell, al municipi de Tàrrega (Urgell) inclosa a l'Inventari del Patrimoni Arquitectònic de Catalunya.

## Descripció
Edifici de grans proporcions que queda situat als afores del poble de Talladell en el sentit contrari de la població de Tàrrega i en direcció a l'autovia. Aquesta construcció es troba en evident estat d'abandonament, ha perdut completament la coberta. La construcció manté dempeus els seus murs perimetrals realitzats amb pedres de mides irregulars i, per tant, amb un resultat d'una estereotomia irregular i aquests murs s'adapten perfectament al desnivell gradual del territori. La porta d'accés a l'interior de la pallissa està situada en un dels àngels laterals. És una porta de grans dimensions que permet el pas de carruatges carregats en el seu interior. Com que no hi ha restes de la coberta original a simple vista es pot apreciar l'estructura interior d'aquesta pallissa on hi ha una seqüència de tres arcs de mig punt.

## Història
Aquesta pallissa ha estat construïda com a magatzem agrícola als afores del poble del Talladell, les seves grans dimensions permeten resguardar-hi carros, les eines del camp, tartanes i animals. Posteriorment abandonada.